# Колібрі-шаблекрил бронзовий
Колі́брі-шаблекри́л бронзовий (Eupetomena cirrochloris) — вид серпокрильцеподібних птахів родини колібрієвих (Trochilidae). Ендемік Бразилії.

## Опис
Довжина птаха становить 12 см, вага 7,1-9 г. Довжина крила становить 72 мм, хвоста 43 мм, дзьоба 21 мм. Самиці є дещо меншими за самців. Верхня частина тіла і верхні покривні пера крил темно-бронзово-зелені або чорнувато-бронзово-зелені. надхвістя має мідний відблиск. Нижня частина тіла сірувато-коричнева з легким зеленуватим відблиском, особливо на горлі і шиї з боків. Нижні покривні пера хвоста сірувато-коричневі, біля основи білі. Крила чорнувато-фіолетові. Стернові пера чорнувато-золотисто-бронзові з статево-синім відблиском, біля основи більш зелені. За очима невеликі білі плями. Дзьоб і лапи чорні.

## Поширення і екологія
Бронзові колібрі-шаблекрили мешкають на сході Бразилії, від Пернамбуку на південь до Ріу-Гранді-ду-Сул, і на захід до Мату-Гросу. Вони живуть в підлоіску вологих рівнинних атлантичних лісів, на узліссях, в садах і на плантаціях та в перехідній зоні між біомами серрадо і каатинги. Ведуть осілий спосіб життя.
Бронзові колібрі-шаблекрили живляться нектаром різноманітних квітучих рослин, а також комахами, яких ловлять в польоті. Шукають нектар в усіх ярусах лісу, від підліску до крон дерев на висоті 30 м над землею. Агресивно захищають кормові території, нападають як на інших колібрі, та і на інших птахів, таких як узлісні мухолови-клинодзьоби. Сезон розмноження у бронзових колібрі-шаблекрилів триває з листопада по березень. Гніздо чашоподібне, робиться з м'якого рослинного матеріалу, зовні покривається лишайником, розміщується на горизонтальній гілці. В кладці 2 яйця розміром 16×10 мм і вагою 0.76 г. Інкубаційний період триває 15-16 днів, пташенята покидають гніздо через 28 днів після вилуплення.